# Jean-Baptiste Thoret
Pour les articles homonymes, voir Thoret.
Ne doit pas être confondu avec Jean-Baptiste Thorel.
Jean-Baptiste Thoret, né en 1969, est un historien du cinéma, critique et réalisateur français.
Spécialiste du cinéma américain et en particulier du Nouvel Hollywood et du cinéma italien des années 1970, il est l'auteur d'une quinzaine de livres sur le cinéma, parmi lesquels Le Cinéma américain des années 1970 et Michael Mann, mirages du contemporain.
En 2016, il met fin à son activité de critique pour la presse et s'oriente vers la réalisation. Il réalise plusieurs films documentaires sur le cinéma, parmi lesquels son premier long-métrage We Blew It en 2017, Dario Argento : Soupirs dans un corridor lointain en 2019 et Michael Cimino, un mirage américain en 2022. Son dernier film, The Neon People, sortira au printemps 2025.

## Biographie

### Première partie de carrière
De 1995 à 2015, Jean Baptiste Thoret écrit onze livres sur le cinéma (particulièrement américain) et de nombreuses critiques. Il collabore régulièrement à Radio France et dans diverses revues de cinéma.

#### Débuts
Il suit des études de cinéma à l'ESRA puis à Paris III où il rencontre Luc Lagier et développe un attrait pour le cinéma de genre comme en témoigne sa maîtrise écrite en 1995 intitulée "Videodrome" ou l'image virale selon David Cronenberg. Il est titulaire d'un doctorat d'esthétique du cinéma et consacre sa thèse au concept d'énergie dans le cinéma américain des années 1970.
En 1998, il co-écrit avec Luc Lagier son premier livre Mythes et Masques : Les fantômes de John Carpenter publié aux éditions Dreamland, premier livre français consacré au réalisateur américain.
Inspiré par le travail de Serge Daney, Jean-Baptiste Thoret écrit des articles pour les Cahiers du Cinéma et Libération puis devient en 1999, corédacteur en chef de Simulacres de 1999 à 2003 et Panic en 2005 et 2006. Il a contribué au Cahier de l'Herne consacré à Jean Baudrillard en 2005 et enseigne le cinéma à l'Université de Poitiers puis de Paris VII de 2002 à 2006.
Parallèlement il publie plusieurs livres consacrés à des figures cruciales du cinéma de genre telles que Dario Argento et Tobe Hooper, et pose les bases de sa réflexion en identifiant l'assassinat de JFK comme basculement et source de la métamorphose du cinéma américain à la fin des années soixante dans son livre 26 secondes : L'Amérique éclaboussée, qui reçoit le prix du meilleur essai par le Syndicat de la Critique en 2003.

#### Le Cinéma américain des années 70
C'est en 2006 qu'il publie l'un de ses ouvrages majeurs : Le Cinéma américain des années 70 édité par les Cahiers du Cinéma dans lequel il théorise le cinéma de cette époque. Il continue d'écrire tout en diversifiant ses activités.
Il contribue à de nombreux ouvrages parmi lesquels Dennis Hopper et le Nouvel Hollywood (Cinémathèque française), Riffs pour Melville (Yellow Now, octobre 2010), Kōji Wakamatsu, cinéaste de la révolte (IMHO, 2010) et Paris vu par Hollywood (Flammarion, 2012, dir. A. De Baecque).
De 2009 à 2011 il collabore occasionnellement aux Cahiers du cinéma et à GQ, et anime également un blog sur le site du Nouvel Observateur (« Parallax View ») consacré à l'actualité des images.
Il participe régulièrement à de nombreux suppléments DVD (Wanda's Café, Electra Glide in Blue, À bout portant, Macadam à deux voies, Osterman Week-end, La Nuit nous appartient, Suspiria, Martin, Le Samouraï, The Offence, Greetings, Le Guépard, Apocalypse Now, Le Privé, Eureka, Ne vous retournez pas, Conversation secrète, De l'influence des rayons gamma sur le comportement des marguerites, Massacre à la tronçonneuse, L’Enquète est close…).
Il a également écrit pour le Dictionnaire de la pensée du cinéma, dirigé par Antoine de Baecque et Philippe Chevallier (PUF, 2011) et a collaboré au Dictionnaire des assassins (Calmann-Levy, 2012) ainsi qu'aux catalogues des expositions Jacques Demy (Flammarion, Cinémathèque française, 2013) et Louis de Funès (Cinémathèque Française, 2019).

#### Activité radiophonique et télévisuelle
Parallèlement à son travail d'écriture, Il collabore régulièrement aux émissions de radio Mauvais Genres de François Angelier et La Dispute sur France Culture, et de 2012 à 2014 il co-produit avec Stéphane Bou l'émission quotidienne puis hebdomadaire Pendant les travaux, le cinéma reste ouvert sur France Inter. Durant la même période il tient une chronique sur France Musique dans La Matinale.
En 2010, il collabore à l'émission Histoires de cinéma (Canal + - prod. Beall) et réalise les fragments consacrés à William Friedkin, Richard C. Sarafian et Robert Duvall. Il fut également chroniqueur sur Arte, pour l'émission quotidienne 28', présentée par Élisabeth Quin.
En décembre 2014, il met fin à sa collaboration dans l'émission Mauvais Genres (France Culture), à laquelle il collaborait depuis 1998.
De 2012 à 2016, il a animé un cinéclub mensuel au Centre des Arts d'Enghien-les-Bains. Chaque année ayant un thème diffèrent : Le Nouvel Hollywood, L'âge d'or du cinéma italien, Pleins feux sur le cinéma américain, Autour de John Ford. Soit une quarantaine de conférences disponibles sur YouTube.
Il a mené une série d'entretiens avec neuf cinéastes (Michel Hazanavicius, Joe Dante, Peter Bogdanovich, John Landis, Barbet Schroeder, Tobe Hooper, Yves Boisset, Christophe Gans et Gaspar Noé) pour la websérie Jamais sur vos écrans. Chaque épisode est diffusé sur Arte, Le Monde.fr et Radio Nova à partir de janvier 2016.

### Renouveau de carrière
À partir de 2015 Jean-Baptiste Thoret abandonne la critique au profit de la réalisation avec cinq films documentaires tout en continuant son travail d'écriture.

#### Arrêt de la critique
En retard à la conférence de rédaction hebdomadaire du 7 janvier 2015, il n'est pas témoin de l'attentat contre Charlie Hebdo. Le 5 mai 2015 il reçoit avec Gérard Biard, au nom de Charlie Hebdo, le James C. Goodale Freedom of Expression Courage Award lors du gala du Pen American Center à New York.
De plus en plus gagné par l'idée que la cinéphilie française vit ses derniers feux et ne désirant plus s'enfermer dans une discipline toujours plus tournée vers l'actualité au détriment du patrimoine, il décide de mettre fin à son activité de critique en 2016 et entreprend un tournant dans sa carrière en s'orientant vers la réalisation.
En 2016, il écrit et réalise le documentaire En ligne de mire, comment filmer la guerre ? dont il a également signé la musique originale. Une douzaine de cinéastes, parmi lesquels Bruno Dumont, Bertrand Tavernier, Michel Hazanavicius, Jean-Jacques Annaud, Florent-Emilio Siri et Jean-Luc Godard, s'expriment sur la mise en scène de la guerre et confrontent leurs approches. Le film est diffusé sur Canal+ Cinéma en mars 2016.

#### Longs-métrages documentaires
Jean-Baptiste Thoret réalise son premier long-métrage, We Blew It, en 2016. Ce documentaire polyphonique réalisé en pleine campagne présidentielle se fonde sur les témoignages de citoyens américains ou de personnalités du cinéma sur les années 70, l'âge d'or qu'elles ont constitué pour l'Amérique, mais aussi sur la motivation du vote Donald Trump. Sélectionné au Festival du Film Américain de Deauville, le film sort dans les salles françaises le 8 novembre 2017.
En 2017, il réalise 86 Printemps, Jean-Luc Godard, un documentaire sur Jean-Luc Godard.
En parallèle de son activité de cinéaste, il consacre une partie de son activité à la composition musicale, et composera la musique de certains de ses propres films, et du documentaire Dernier train pour Séoul de Jean-Marie Nizan et Stéphane Berghounioux.
En 2019, il réalise Dario Argento, Soupirs dans un corridor lointain dans lequel il réalise un portrait du réalisateur italien Dario Argento à l'aide de deux entretiens réalisés à 19 ans d'écart, le premier à Turin en 2000 et le second à Rome en 2019. Le film est présenté au festival de La Rochelle et au festival de Bologne (Il Cinema Ritrovato) et sort dans les salles françaises le 4 juillet 2019.
En 2021, il écrit et réalise Michael Cimino, un mirage américain dont il compose également la musique. Ce documentaire évoque le cinéma de Michael Cimino, notamment à travers un portrait intime de la ville de Mingo Junction et de ses habitants, qui ont accueilli le tournage du film Voyage au bout de l'enfer. Présenté aux festivals de La Rochelle, de Bologne (Cinema Ritrovato) et de Deauville, le documentaire sort en salle le 14 janvier 2022. Le film obtient le Grand Prix du documentaire cinéma du Festival International du Film d'Histoire de Pessac.
En 2023, il tourne The Neon People. Produit par Kidam, le film s'intéresse aux sans-abris qui vivent dans les souterrains de Las Vegas. Présentés aux festivals de La Rochelle et de Deauville, le film, d'une durée de 124 min, sortira en salles au printemps 2025.

#### Michael Mann, mirages du contemporain
En septembre 2021, Thoret publie chez Flammarion Michael Mann, mirages du contemporain. Fruit de 25 années de réflexion sur l’œuvre entière du cinéaste américain.
Peu après, les éditions Magnani publient Qu'elle était verte ma vallée - Écrits sur le cinéma, recueil de textes variés choisis par l'auteur.

#### Collection chez StudioCanal

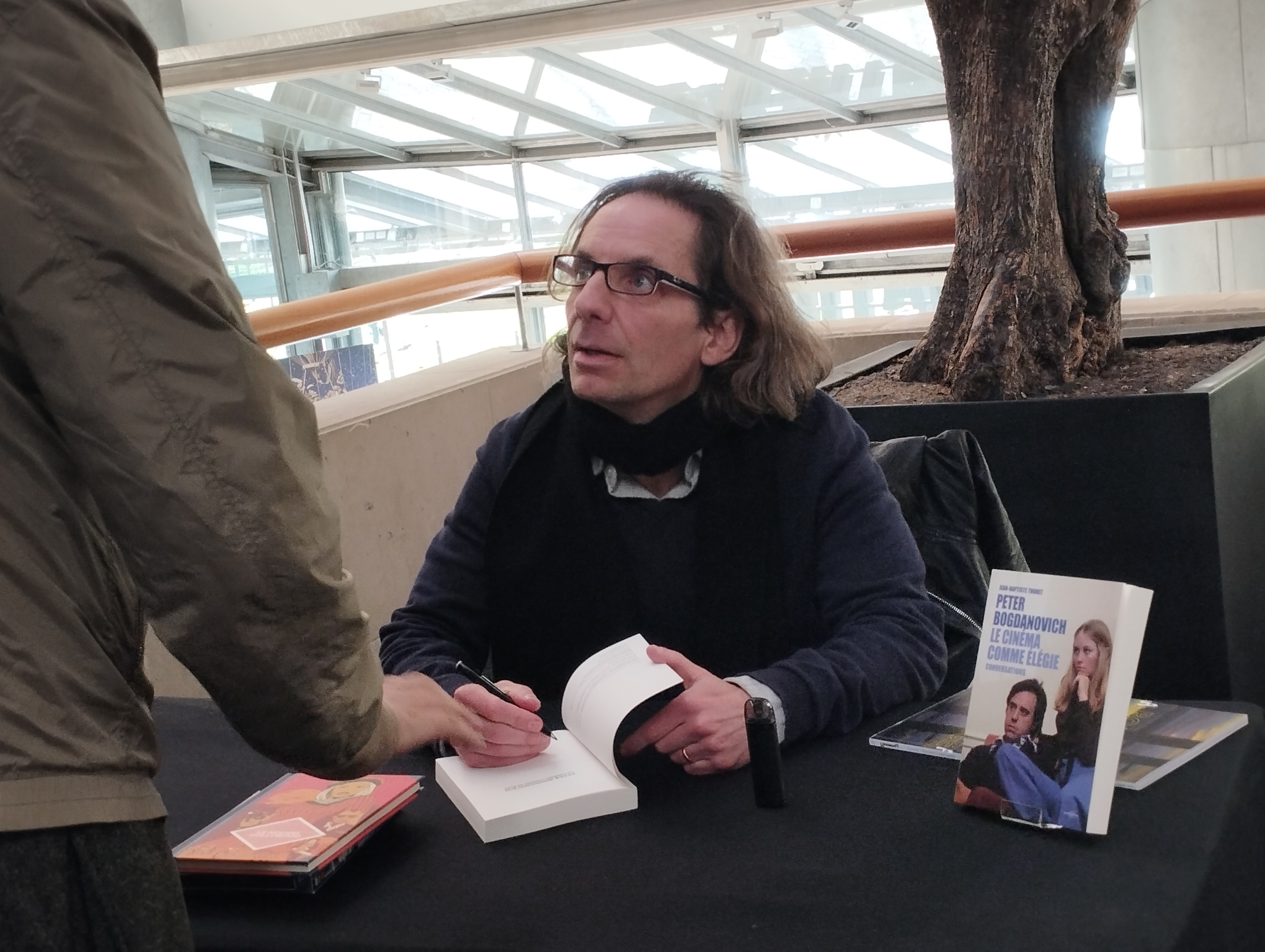
Jean-Baptiste Thoret lors d'une séance de dédicace à la librairie de la Cinémathèque française, en avril 2023.

En septembre 2018, il crée et dirige la collection de Blu-ray et DVD Make My Day chez Studio Canal. Cette collection a pour objectif d'éditer des films rares, peu ou pas édités en France, dans des éditions enrichies de bonus, de couvertures imaginées par son fils et d'une présentation de Thoret. En janvier 2020 la collection reçoit le prix du Syndicat Français de la Critique de Cinéma et compte plus d'une cinquantaine de titres début 2022. Parmi eux : Sans mobile apparent de Philippe Labro, Mandingo de Richard Fleischer, Le Mur du son de David Lean, Il maestro di Vigevano d'Elio Petri ou Le Moment de la vérité de Francesco Rosi. L’Enquète est close de Jacques Tourneur (09/2023)  
La collection édite également des hors-série plus célèbres comme Le Trou, Monsieur Klein ou Le Grand Silence.

## Publications

### Livres
- 1998 : Mythes et Masques : Les fantômes de John Carpenter, Dreamland (prix de la Cinémathèque française pour le meilleur ouvrage critique français de l’année) — avec Luc Lagier[24].
- 2000 : Une expérience américaine du chaos : Massacre à la tronçonneuse de Tobe Hooper, Dreamland, 160 pages,  (ISBN 2910027511)
- 2002 : Dario Argento, magicien de la peur, Cahiers du cinéma, 160 pages,  (ISBN 2866423453) (nouvelle édition en 2008, 192 pages)
- 2003 : Why Not ? Sur le cinéma américain, Rouge profond, 330 pages,  (ISBN 2915083002) (coordinateur avec Jean-Pierre Moussaron)
- 2003 : 26 secondes : L'Amérique éclaboussée. L'assassinat de JFK et le cinéma américain, Rouge profond, 208 pages,  (ISBN 2915083037) (prix littéraire du syndicat français de la critique de cinéma, meilleur livre français)
- 2006 : Le Cinéma américain des années 70, Cahiers du cinéma, 396 pages,  (ISBN 2866424042). Rééditions en 2008 et 2017.
- 2007 : Politique des zombies, l'Amérique selon George Romero (dir.), Ellipses,  (ISBN 2729832521) (réédition en poche, 2015)
- 2008 : Sergio Leone (Cahiers du Cinéma/Le Monde),  (ISBN 2866424859)
- 2011 : Cinéma contemporain : mode d'emploi[25] (Flammarion),  (ISBN 978-2081255371)
- 2011 : Road Movie, USA (Hoëbeke) - coécrit avec Bernard Benoliel,  (ISBN 2842304128)
- 2013 : Michael Cimino, les voix perdues de l'Amérique (Flammarion),  (ISBN 978-2081261600)
- 2016 : Le Nouvel Hollywood[26],[27],[28], avec Brüno (dessin), coll. Petite Bédéthèque des savoirs, Éditions du Lombard  (ISBN 2803636948)
- 2018 : Le Cinéma comme élégie : conversations avec Peter Bogdanovich (Carlotta/GM Éditions),  (ISBN 2377970508)
- 2021 : Michael Mann. Mirages du contemporain (Flammarion)  (ISBN 208023689X)
- 2022 : Qu'elle était verte ma vallée. Écrits sur le cinéma (Magnani Éditeur)  (ISBN 979-10-92058-55-0)
- 2025 : Back to the Bone. John Carpenter 2025 (Magnani Éditeur)

### Préfaces
- 2013 : Les Proies de Thomas Cullinan (Passage du Nord-Ouest)
- 2017 : Les Territoires interdits de Tobe Hooper de Dominique Legrand (Playlist Society),  (ISBN 9782954945095)

### Articles (sélection)
- « Cinéma, l'académisme d'auteur », Libération,‎ 7 février 2007 (lire en ligne, consulté le 9 mars 2012)
- (en) « Gravity of the Flux : Michael Mann's Miami Vice », Senses of cinema, no 42,‎ 13 février 2007 (lire en ligne, consulté le 9 mars 2012)
- (en) « The Seventies Reloaded: (What does the cinema think about when it dreams of Baudrillard?) », Senses of cinema, no 59,‎ 23 juin 2011 (lire en ligne, consulté le 9 mars 2012)
- « Sur la route : trois jours avec Michael Cimino », Cahiers du cinéma, no 671,‎ octobre 2011
- « «Spring Breakers», poétique de l’idiotie », Libération,‎ 2 avril 2013 (lire en ligne)
- "Michael Cimino : un esthète anachronique au sein du Nouvel Hollywood", Libération, 3 juillet 2016 [lire en ligne]
- "George Romero : mort d'un monstre vivant", Libération, 17 juillet 2017
- "Tobe Hooper, l'ultime frisson", Libération, 27 août 2017
- "The Last Movie : hippie end pour Dennis Hopper", Libération, 20 juillet 2018.

## Filmographie
- 2016 : En ligne de mire, comment filmer la guerre ? (TV)
- 2017 : We Blew It
- 2017 : 86 Printemps, Jean-Luc Godard
- 2019 : Dario Argento : Soupirs dans un corridor lointain
- 2021 : Michael Cimino, un mirage américain
- 2023 : The Neon People[29]

## Conférences filmées (sélection)
- [vidéo] « Gilles Deleuze, “crise de l’image-action” » sur Dailymotion - Cours de cinéma au Forum des images
- [vidéo] « À quoi pense le cinéma américain lorsqu’il rêve de Jean Baudrillard ? » sur Dailymotion - Cours de cinéma au Forum des images
- Easy Rider et les routes paradoxales du Nouvel Hollywood », conférence à la Cinémathèque française
- [vidéo] L'Italie à main armée sur Dailymotion - Cours de cinéma au Forum des images
- [vidéo] « Les Monstres Américains », sur YouTube
- [vidéo] « Master Class Carpenter - Jean-Baptiste Thoret - Cinéma Spoutnik », sur YouTube
- [vidéo] « Scorsese et le peuple américain », sur YouTube
- Martin Scorsese, vitesse trompeuse, conférence donnée à la Cinémathèque Française en novembre 2015

Conférences pour le Cycle italien au Centre des arts d'Enghien-les-Bains
- [vidéo] « La Baie sanglante », sur YouTube
- [vidéo] « Les Frissons de l'angoisse », sur YouTube
- [vidéo] « Une vie difficile », sur YouTube
- [vidéo] « Brigade spéciale », sur YouTube
- [vidéo] « Enquête sur un citoyen au-dessus de tout soupçon », sur YouTube
- [vidéo] « Lucky Luciano », sur YouTube
- [vidéo] « Le Dernier Face à face », sur YouTube
- [vidéo] « Violence et Passion », sur YouTube

Conférences pour le Ciné Seventies au Centre des arts d'Enghien-les-Bains
- [vidéo] « Taxi Driver », sur YouTube
- [vidéo] « Voyage au bout de l'enfer », sur YouTube
- [vidéo] « John McCabe », sur YouTube
- [vidéo] « Phantom of the Paradise », sur YouTube
- [vidéo] « Soleil Vert », sur YouTube
- [vidéo] « À cause d'un assassinat », sur YouTube
- [vidéo] « Apportez-moi la tête d'Alfredo Garcia », sur YouTube
- [vidéo] « Le Lauréat », sur YouTube
- [vidéo] « Martin », sur YouTube